# 共形接続
数学の共形微分幾何学の分野における共形接続（きょうけいせつぞく、英: conformal connection）とは、等質空間
O+(n+1,1)/P
と見なされるn次天球により与えられるクライン幾何の変形により生じる、n次元多様体 M 上のあるカルタン接続のことである。ここで P は、n+2 次元の順次的ローレンツ群における、Rn+2 の原点を通る固定された null line の安定化部分群とする。共形構造を備える多様体はどのようなものであっても、標準カルタン接続と呼ばれる正規共形接続を持つ。

## 定義
ある n 次元多様体 M 上の共形接続とは、共形球（conformal sphere）上でモデル化されるカルタン幾何である。ここでそのような球は O+(n+1,1) に対する等質空間と見なされる。言い換えると、
- O+(n+1,1)-接続 （カルタン接続）
- 共形球内の点の安定化部分群への構造群の reduction （Rn+1,1 内の null line）

を備える O+(n+1,1)-束で、それらのデータより生じる solder form が同型であるようなものが、そのような共形接続である。